# 孽子
孽子（げっし、英語: Crystal Boys ）は、2003年の台湾のテレビドラマ。日本未公開。
全20回。公共電視文化事業基金会により制作され、2003年2月17日から同年3月14日まで放送された。
主演は范植偉。白先勇の同名小説を原作とする。孽子は中国語で「親不孝な子」の意。2003年、金鐘奨連続ドラマ作品賞を受賞。

## あらすじ
眷村で生まれ育った高校生の李青は、校内で同級生の趙英と同性愛的行為に及んでいるところを警備員に見つかり、退学処分となる。李青の父親は李青に激昂し、李青を家から追い出してしまう。行くあてもなくさまよう李青は、台北の新公園(二二八和平公園)にたどり着く。夜の新公園で、李青は多くの同性愛者たちを目にする。夜の新公園は同性愛者たちの「王国」だったのである。李青は「王国」で多くの出会いと別れを経験してゆく。